# 郡山グリーンカレー

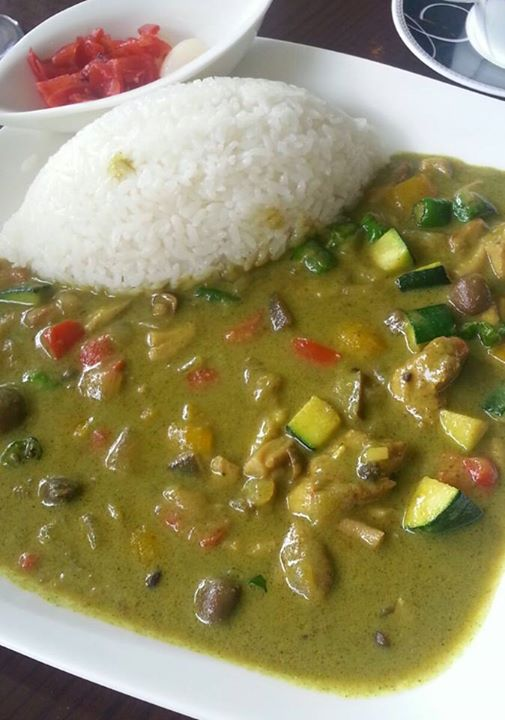
郡山グリーンカレー

郡山グリーンカレー（こおりやまグリーンカレー）は、福島県郡山市で販売されているご当地カレーライス。

## 概要
郡山青年会議所の有志たちが中心となって開発したご当地グルメである。2010年（平成22年）5月4日の「みどりの日」に誕生した。
郡山の旬の食材が使用され、その中に緑の食材が使われていることが特徴で、ルーの色は必ずしも緑とは限らない。
郡山市のサイトでは8店が紹介されている。